# Бабуган-яйла
Бабуга́н-яйла́ (укр. Бабуган-яйла, крымскотат. Babuğan yayla, Бабугъан яйла) — самый высокий массив (яйла) в Крымских горах, на территории Крымского природного заповедника.

## Описание
Является частью Главной гряды. Высшая точка Бабуган-яйлы — гора Роман-Кош (1545 м); она же является и самой высокой точкой Крыма. К вершинам Бабуган-яйлы, превышающим по высоте 1500 метров, относятся также Зейтин-Кош (1537 м), Тас-Тепе (1538 м), Учурум-Кая (1538 м), Дам-Кош (1514 м). В восточной части яйлы находятся несколько более низких вершин — Аккот-Джами (1451 м), Черкез-Кош (1395 м) и Куш-Кая (1339 м).
Бабуган-яйла является наиболее восточным из массивов западной части Главной гряды Крымских гор. От соседних массивов её отделяет ряд перевалов. Так, от Гурзуфской яйлы её отделяет перевал Гурзуфское седло, от массива Чатыр-Даг — Кебитский перевал (Кебит-Богаз), от хребта Синап-Даг — Чучельский перевал.
В административном отношении почти весь массив расположен в Алуштинском регионе Крыма, а небольшая часть на западе, включающая и вершину Роман-Кош, в Ялтинском регионе.
Название Бабуган (Babuğan) в переводе с крымскотатарского языка означает «волчья ягода».
Северные склоны массива покрыты буковыми лесами, южные — сосново-дубовыми. Плоская платообразная поверхность яйлы сложена известняками.
Яйла вместе со своими северо-западными склонами принадлежит к территории Крымского природного заповедника, поэтому посещение её ограничено. Тем не менее она всё же является объектом, довольно часто посещаемым туристами-любителями.

## Галерея

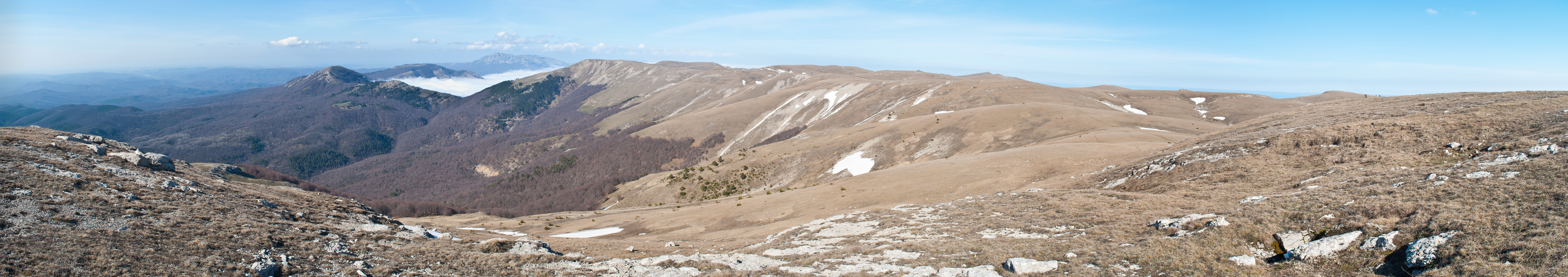
Панорамный вид на Бабуган (справа) и хребет Синап-Даг (слева) с вершины Роман-Кош
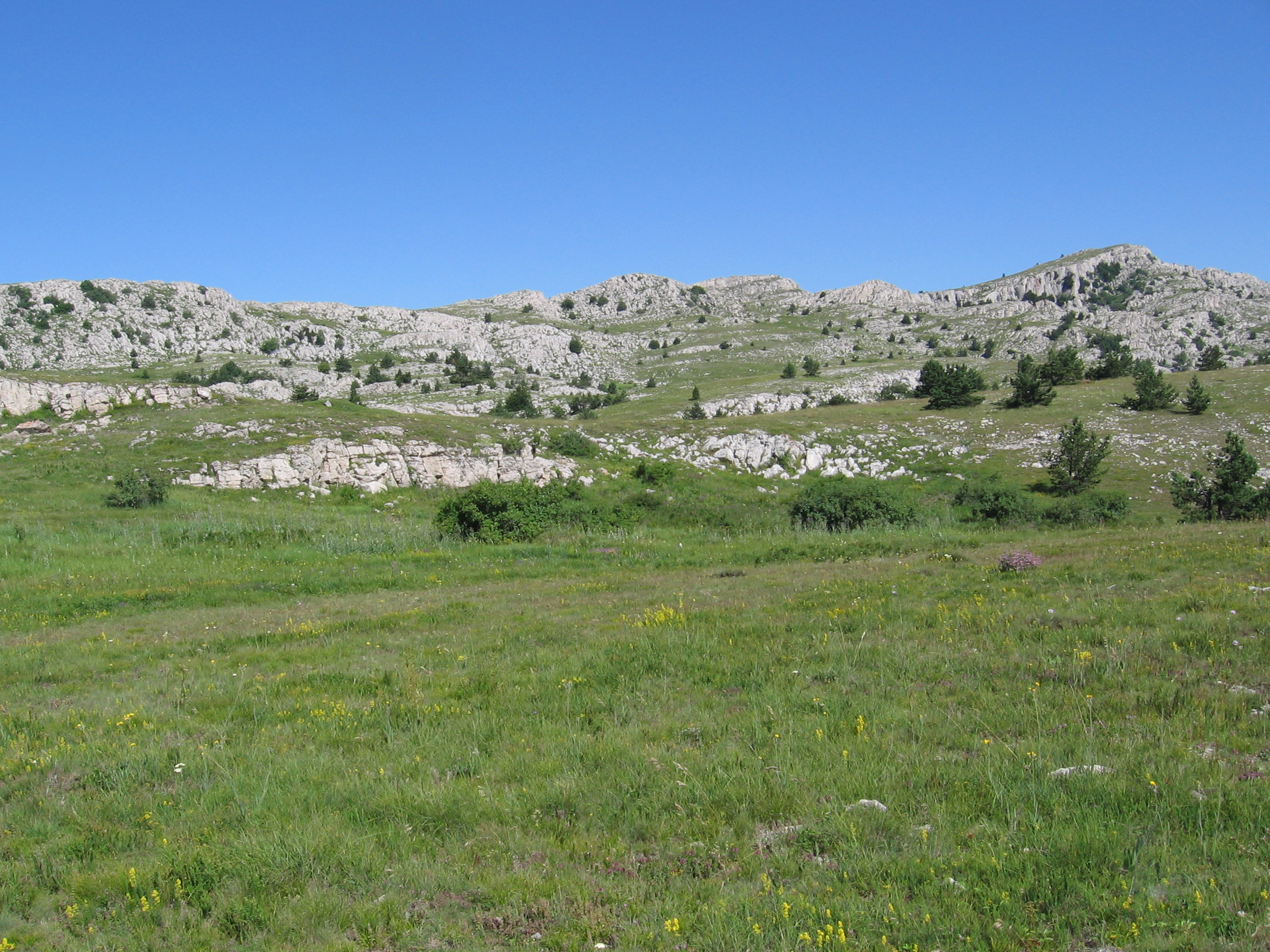
Типичный ландшафт Бабуган-яйлы летом
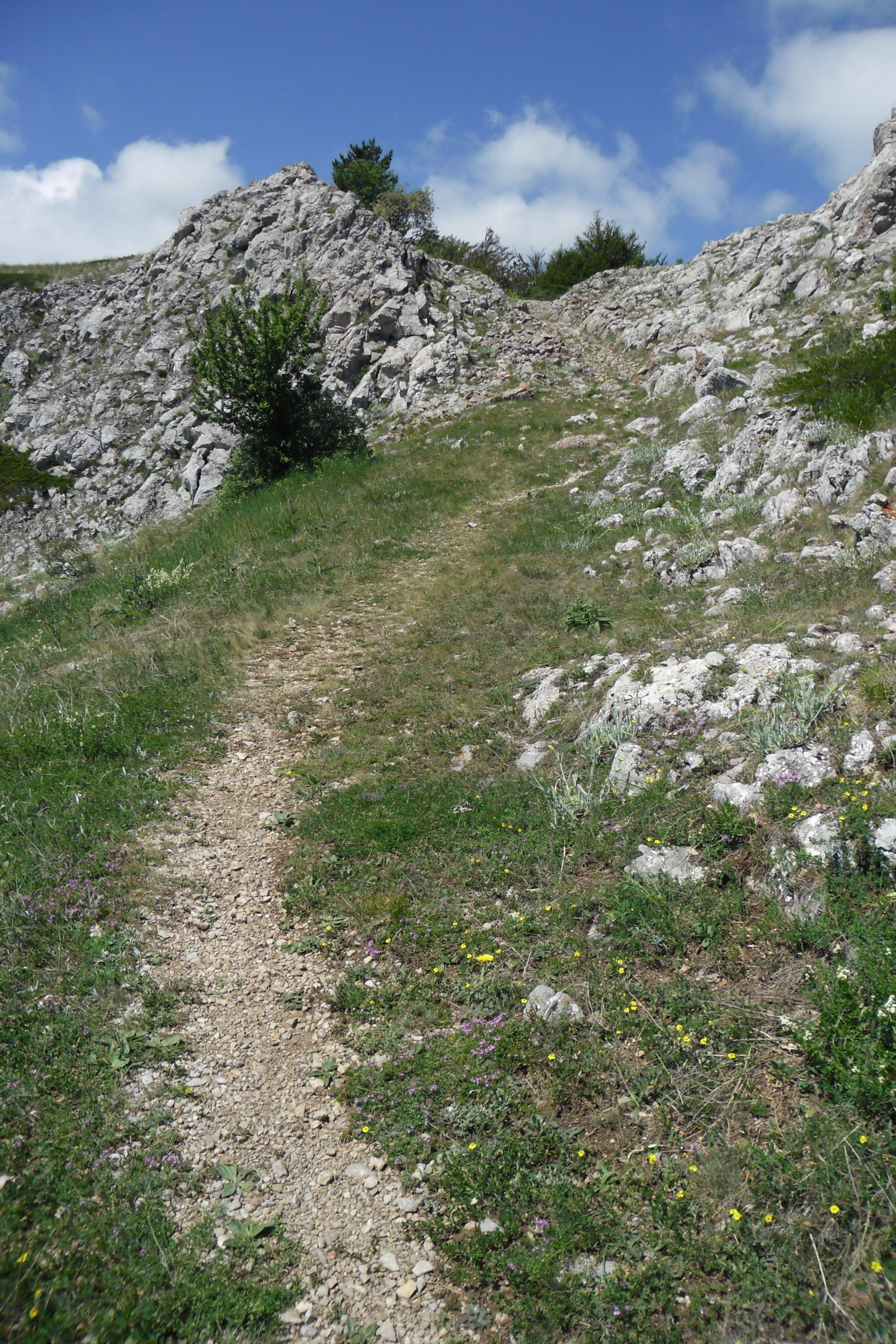
Тропа Ак-Чокрак-Богаз на Бабуган-яйлу через перевал Дипла